# أومبيرتو جيرمانو
أومبيرتو جيرمانو (بالإيطالية: Umberto Germano)‏ (22 أبريل 1992 بتورينو في إيطاليا - ) هو لاعب كرة قدم إيطالي في مركز الوسط. شارك مع منتخب إيطاليا تحت 20 سنة لكرة القدم. أما مع النوادي، فقد لعب مع نادي برو فيرتشيلي ويوفنتوس وItaly national football C team ‏ وFC Canavese ‏ وASD Santhià Calcio ‏ ولانشانو كالتشيو 1920 ‏.